# AZ8A
Электровоз AZ8A — магистральный грузовой электровоз, разработанный французской компанией Alstom Transport по заказу Азербайджанских железных дорог (ADY) и собранных на казахстанском предприятии Электровоз курастыру зауыты. Прототип первого электровоза создан в 2018 году и имел рабочее название Prima Т8. Целью создания данного электровоза стал перевод железных дорог Азербайджана на переменный ток основного грузопотока. 29 июня 2021 года компания Alstom успешно ввела в эксплуатацию первые 7 грузовых локомотивов Prima T8 AZ8A для ADY. Эти локомотивы стали курсировать по главной грузовой линии, которая к этому моменту перевели с напряжения 3 кВ постоянного тока на 25 кВ переменного тока.
Электровоз AZ8A является адаптированной для условий Азербайджана версией электровозоа KZ8A.

## История

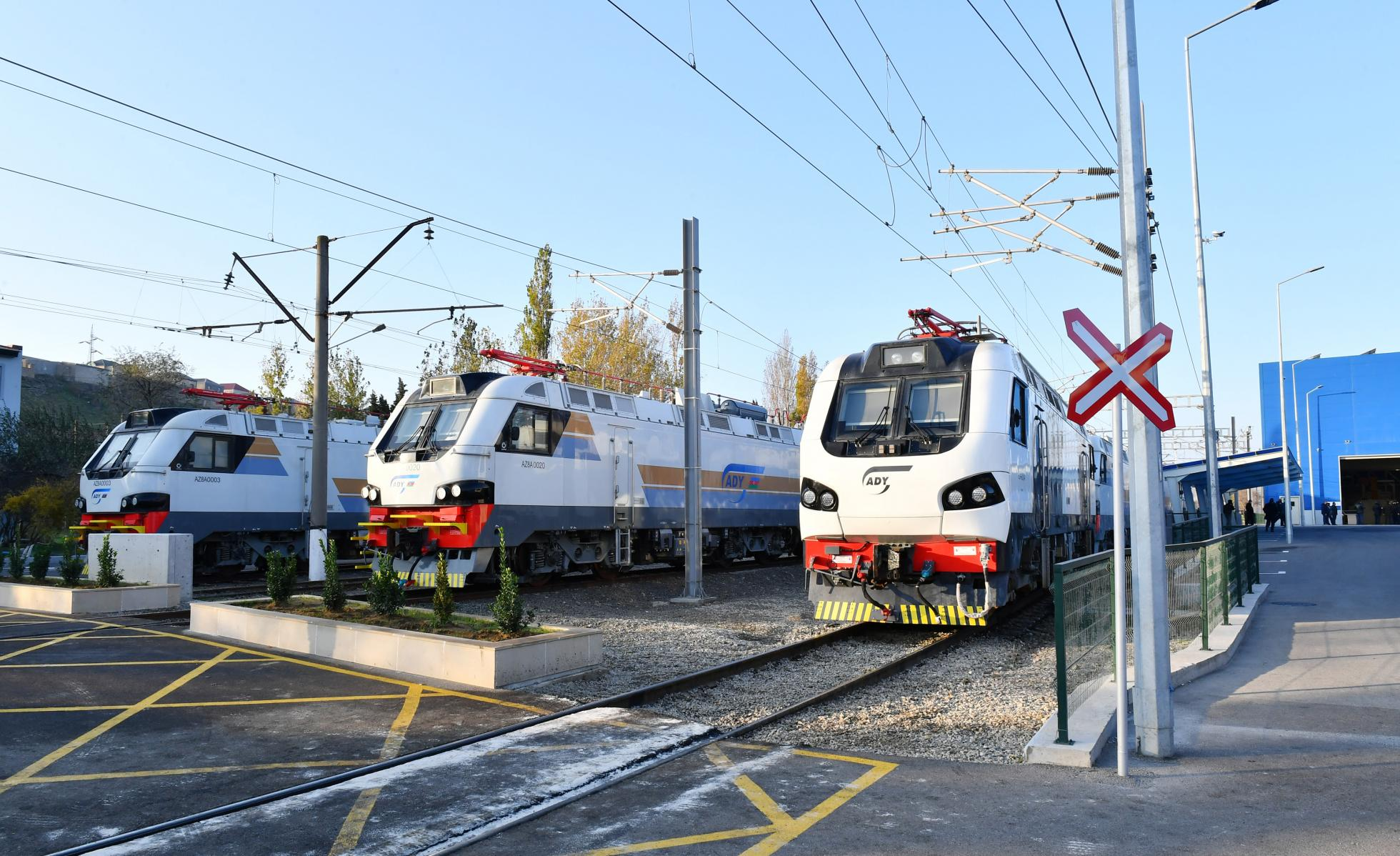
Грузовой электропоезд AZ8A и пассажирский AZ4A в депо Баладжары в Азербайджане.

Восьмиосные грузовые электровозы получили условную аббревиатуру AZ8A, разработанным компанией Siemens AG.
Расшифровка аббревиатуры следующая: AZ- международное сокращение Азербайджан; 8 — количество осей; латинская буква А — означает наличие асинхронных тяговых двигателей.
Основной задачей электровоза является вождение грузовых поездов массой до 9000 тонн.
9 февраля 2022 года состоялась торжественная церемония отправки 40-го грузового электровоза AZ8А переменного тока из 40 единиц казахстанской сборки в Азербайджан по контракту от 2014 года между ЗАО АзЖД и компанией Альстом Транспорт.
Данные по выпуску электровозов AZ8A по годам приведены в таблице:
| Год выпуска | Количество электровозов | Количество секций | Номера электровозов |
| 2018        | 3                       | 6                 | 001—003             |
| 2019        | 8                       | 16                | 004—011             |
| 2020        | 8                       | 16                | 012—019             |
| 2021        | 17                      | 34                | 020—036             |
| 2022        | 4                       | 8                 | 037—040             |
| Всего       | 40                      | 80                | 001—040             |

## Эксплуатация
Все электровозы эксплуатируются Азербайджанскими железными дорогами на участках, электрифицированных переменным током. Из 40 электровозов 17 приписаны к депо Гянджа и 23 к депо Баладжары.